# Jerko Bezić
Jerko Bezić (Kranj, 10 juin 1929 – Zagreb, 9 janvier 2010) est un ethnomusicologie et académicien croate.

## Biographie
Jerko Bezić est le champion de l'ethnomusicologie croate, originaire d'une famille croato-slovène. Il fréquente l'école de Zagreb et Zadar, puis se rend à Ljubljana étudier l'ethnologie et la musicologie avec Dragotin Cvetko. Il est diplômé sur le thème du théâtre musical de Zadar au XIXe siècle. Il s'engage dans des recherches sur le chant glagolitique et en 1970, soutient sa thèse de doctorat à l'Université de Ljubljana : Développement et formes de chant glagolitique dans le nord de la Dalmatie.
Il succède en 1964 au professeur Vinka Žganca au département de musique folklorique à l'Institut d'Art populaire (Institut d'ethnologie et du folklore) jusqu'en 1993.
À l'Académie de musique de Zagreb, il introduit un cours en ethnomusicologie. Il est membre des folkloristes croates et un acteur important du Festival folklorique de Zagreb. En 1981 il est élu académicien à l'Académie croate des sciences et des arts (d'abord Académie Yougoslave), puis membre associé élu en 1988 et membre régulier à partir de 1991. Il fait partie de diverses associations et publie des collections de musique populaires et ethnomusicologiques.
En 1992, il fonde l'association croate de musicologie (Hrvatsko muzikološko društvo), avec Stanislav Tuksar et Emil Čić et d'autres musicologues.

Régions historiques de Croatie : Croatie (pourpre), Dalmatie (bleu), Slavonie (violet), Istrie (vert).

Ses recherches se sont focalisées sur la musique folklorique rurale et urbaine de Croatie, la musique des Croates hors de la Croatie, dans le cadre populaire religieux et d'église, sur le rythme et la classification de la musique folklorique par régions – où il en distingue six :
- le Sud-Ouest : baie de Kvarner et péninsule istrienne ;
- le Sud : région dinarique, la côte entre la baie de Kravner et Zadar, l'arrière-pays montagneux de Dalmatie et les districts de Kika, Kordun et Banovina/Banija ;
- au Sud-Est : la Dalmatie de Zadar et les îles ;
- au Nord-Ouest : les districts de Hrvatsko Zagorje, Turopolje, Posavina, Bilogora, Žumberak et Gorski Kotar ;
- au Nord-Est : districts de Slavonie et Baranja ;
- au Nord : districts de Međimurje et Podravina.

## Prix et distinctions
- 1999 : svečani zbornik Hrvatskog muzikološkog društva Glazba, folklor i kultura posvećen je njemu
- 2008 : Prix Dragan Pennant pour l'ensemble de son travail[3].

## Articles en anglais
- The Tonal Framework of Folk Music in Yugoslavia, The Folk Arts of Yugoslavia, éd. W.W. Kolar. Pittsburgh, 1976, p. 193–208.
- The Historical Dimension of Urban Folk Songs in Croatia, Yugoslavia, Ethnomusicology and the Historical Dimension. Londres 1986, p. 89–95.
- Music-Making of Croats outside their Mother Country, Echo der Vielfalt/Echoes of Diversity, éd. U. Hemetek. Vienne, 1996, p. 189–202

## Liens contextuels
- Musique croate